# 거대핵세포

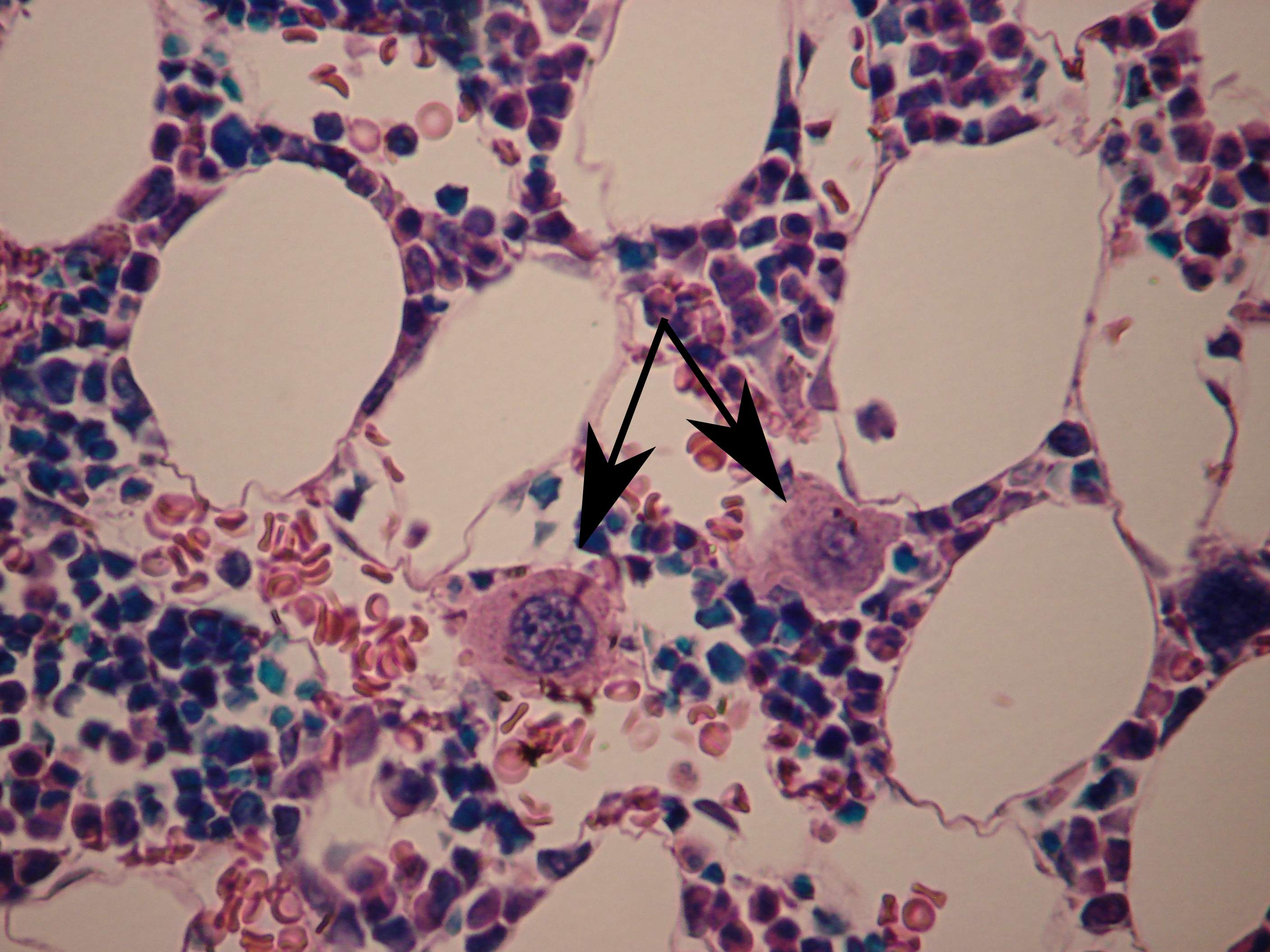
2개의 거핵 세포.

거대핵세포(巨大核細胞, megakaryocyte) 또는 거핵구 또는 거핵세포는 적색골수 내에 골수세포 혈구와 함께 존재하는 세포로, 특별히 큰 핵을 지녀 이러한 이름이 지어졌다. 핵은 1개로 매우 크다.

## 같이 보기
- 사람 세포 유형 목록
- 혈소판